# Himalayaflagspætte
Himalayaflagspætte (latin: Dendrocopos himalayensis) er en fugleart, der lever i Himalaya.